# 8756 Молліссіма
8756 Молліссіма (8756 Mollissima) — астероїд головного поясу, відкритий 24 вересня 1960 року.
Тіссеранів параметр щодо Юпітера — 3,175.